# Nous/Eux
Nous/Eux (néerlandais : Wij/Zij) est une pièce de théâtre de Carly Wijs concernant la prise d'otages de Beslan, parue en 2014. La pièce utilise deux acteurs et dure une heure. BRONKS (nl), une compagnie de Bruxelles, produit Nous/Eux.